# Географія Кабо-Верде
Кабо-Верде — західноафриканська країна, що займає архіпелаг Островів Зеленого мису поблизу північно-західного узбережжя континенту . Загальна площа країни 4 033 км² (176-те місце у світі), з яких на суходіл припадає 4 033 км², а на поверхню внутрішніх вод — 0 км². Площа країни вдвічі менша за площу Чернівецької області України. 

## Назва
Офіційна назва — Республіка Кабо-Верде, Кабо-Верде (порт. Republica de Cabo Verde, Cabo Verde). Назва країни походить від назви однойменного архіпелагу (ісп. Ilhas do Cabo Verde), назва якого походить від назви Зеленого Мису на африканському узбережжі (Сенегал), навпроти якого вони розташовуються в Атлантичному океані. Назву мису дали португальські мореплавці, які подорожували вздовж африканського узбережжя і були раді побачити зелену рослинність після пустельних ландшафтів Сахари. Колишня назва незалежної від Португалії держави від 1975 до 1986 року була Республіка Островів Зеленого Мису.

## Географічне положення
Кабо-Верде — західноафриканська острівна країна, що не має сухопутного державного кордону. Кабо-Верде омивається водами Атлантичного океану. Загальна довжина морського узбережжя 965 км.

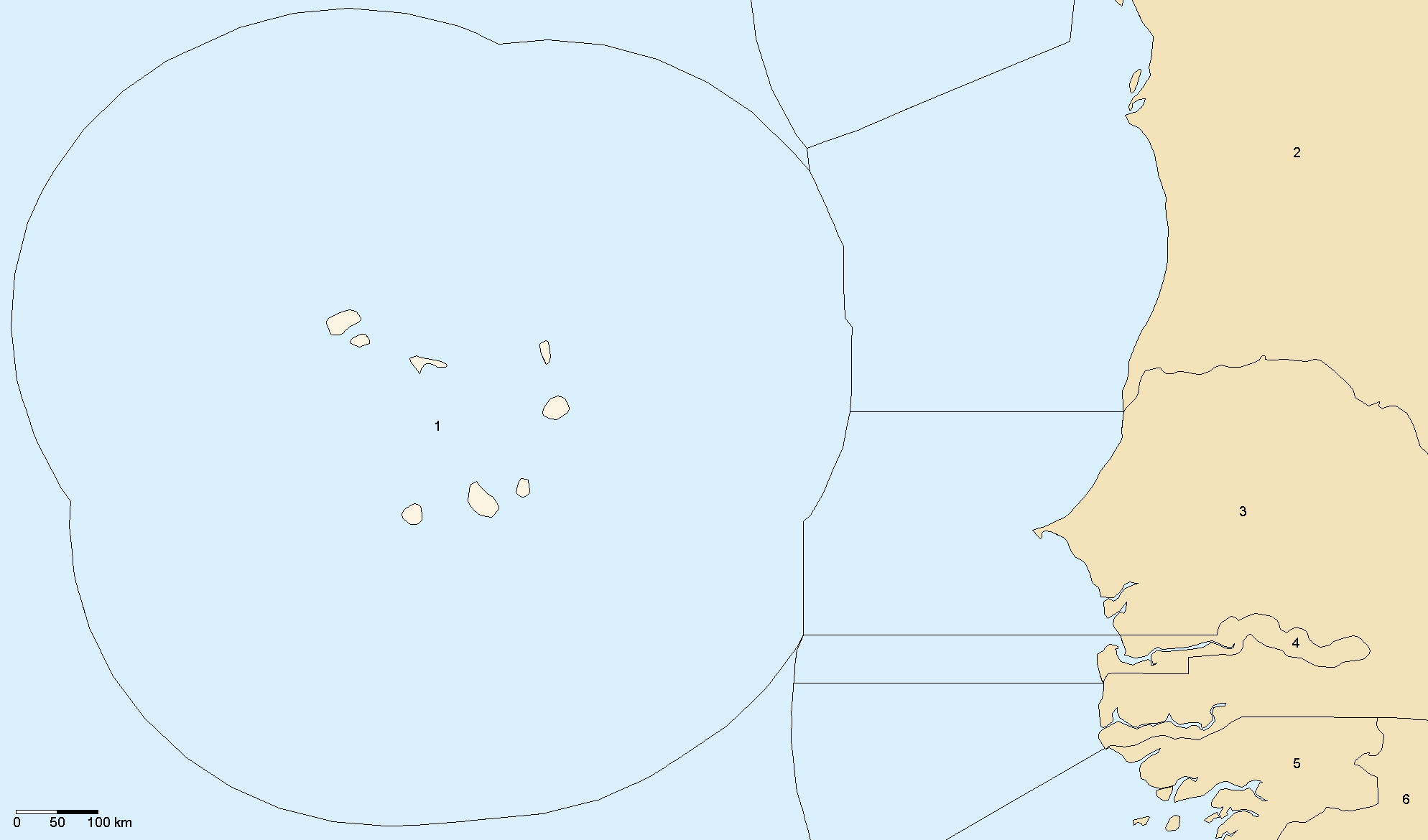
Межі виключної економічної зони Кабо-Верде й сусідніх держав
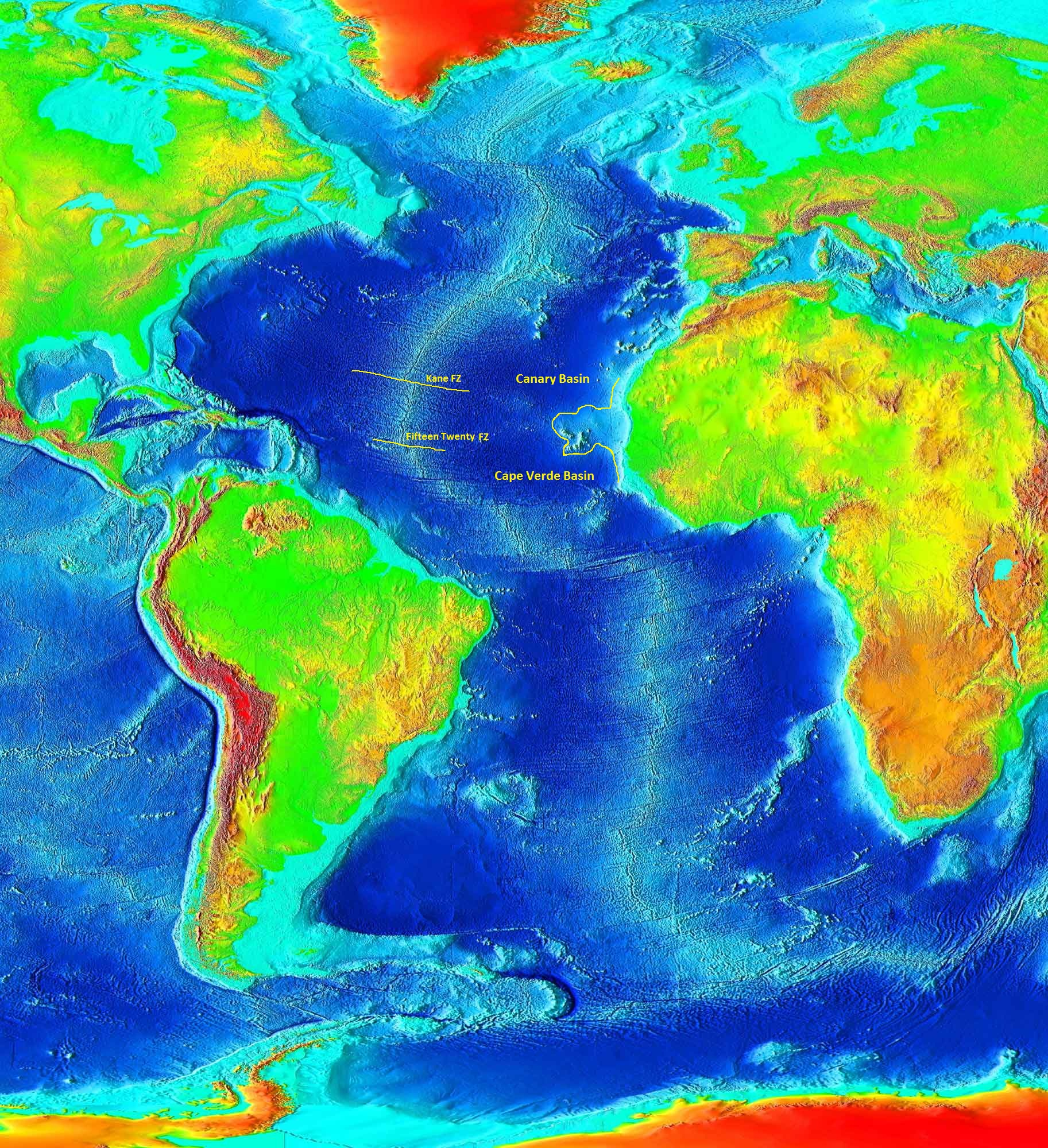
Кабо-Верде в Атлантичному океані

Згідно з Конвенцією Організації Об'єднаних Націй з морського права (UNCLOS) 1982 року, протяжність територіальних вод країни встановлено в 12 морських миль (22,2 км) від прямих ліній архіпелажних вод. Прилегла зона, що примикає до територіальних вод, в якій держава може здійснювати контроль необхідний для запобігання порушень митних, фіскальних, імміграційних або санітарних законів простягається на 24 морські милі(44,4 км) від узбережжя (стаття 33). Виключна економічна зона встановлена на відстань 200 морських миль (370,4 км) від узбережжя.

### Час
Час у Кабо-Верде: UTC-1 (-3 години різниці часу з Києвом).

## Рельєф
Середні висоти — дані відсутні; найнижча точка — рівень вод Атлантичного океану (0 м); найвища точка — гора Фогу (2829 м) на острові Фогу.

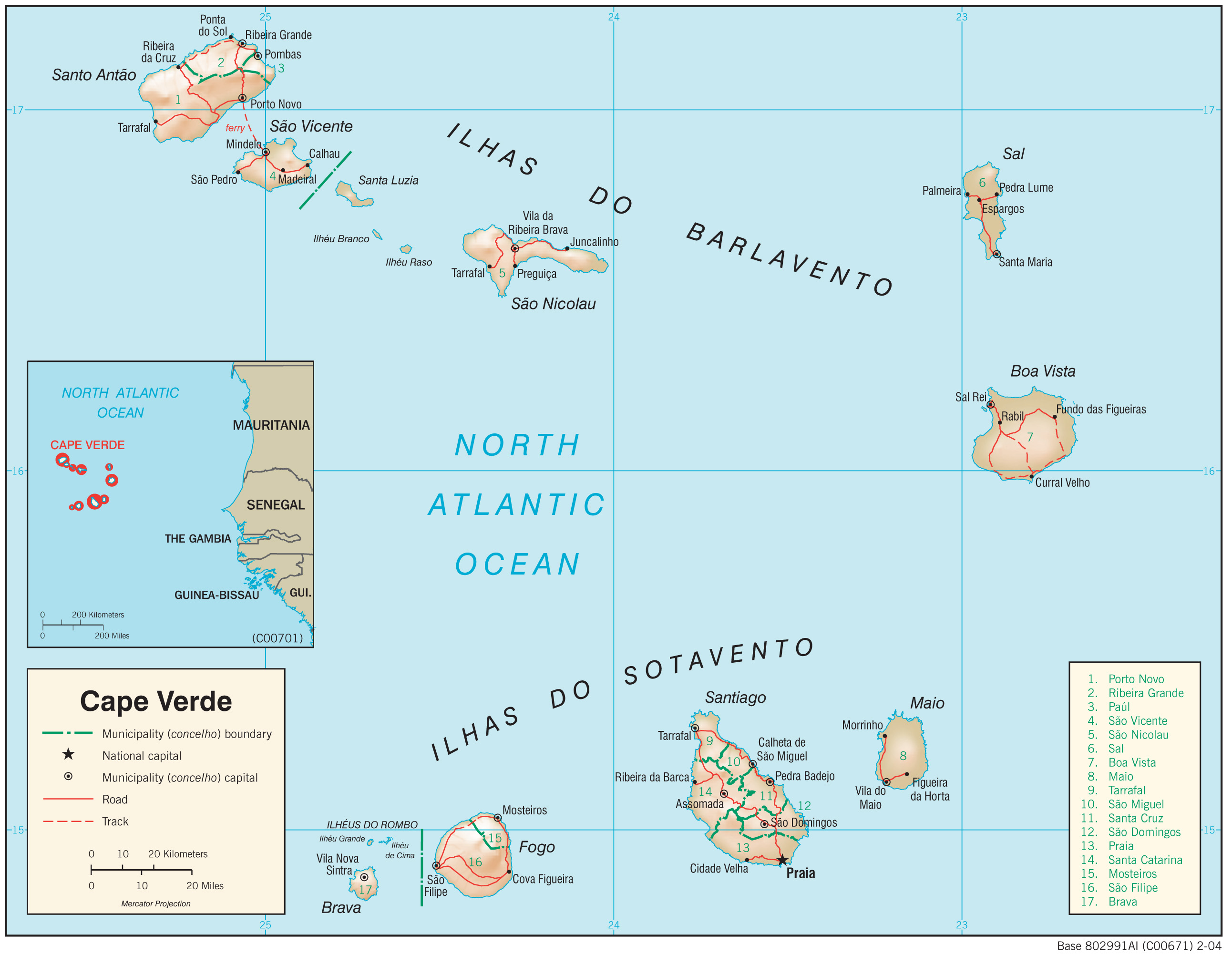
Рельєф Кабо-Верде
Топографічна карта  Кабо-Верде
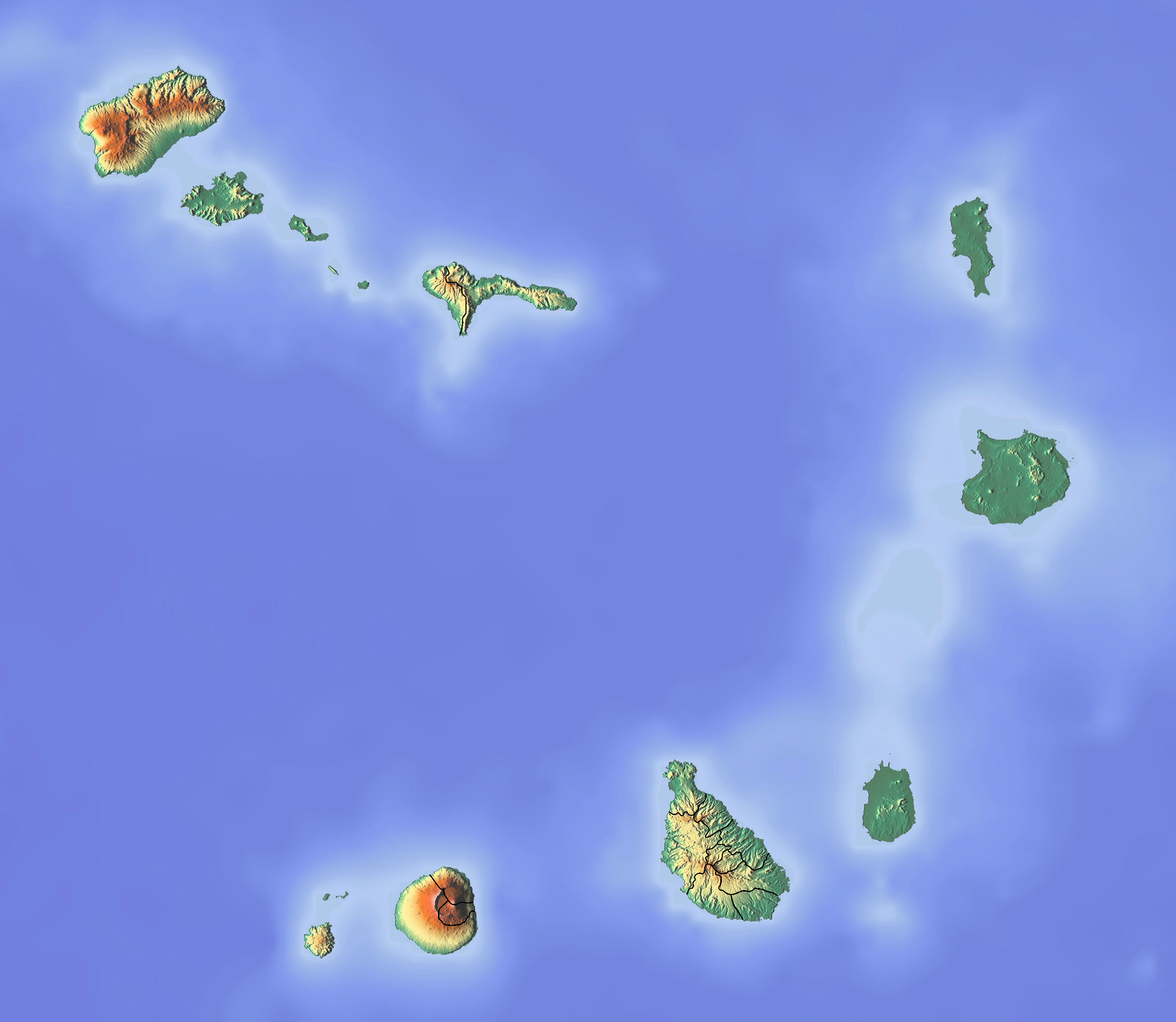
Рельєф Кабо-Верде
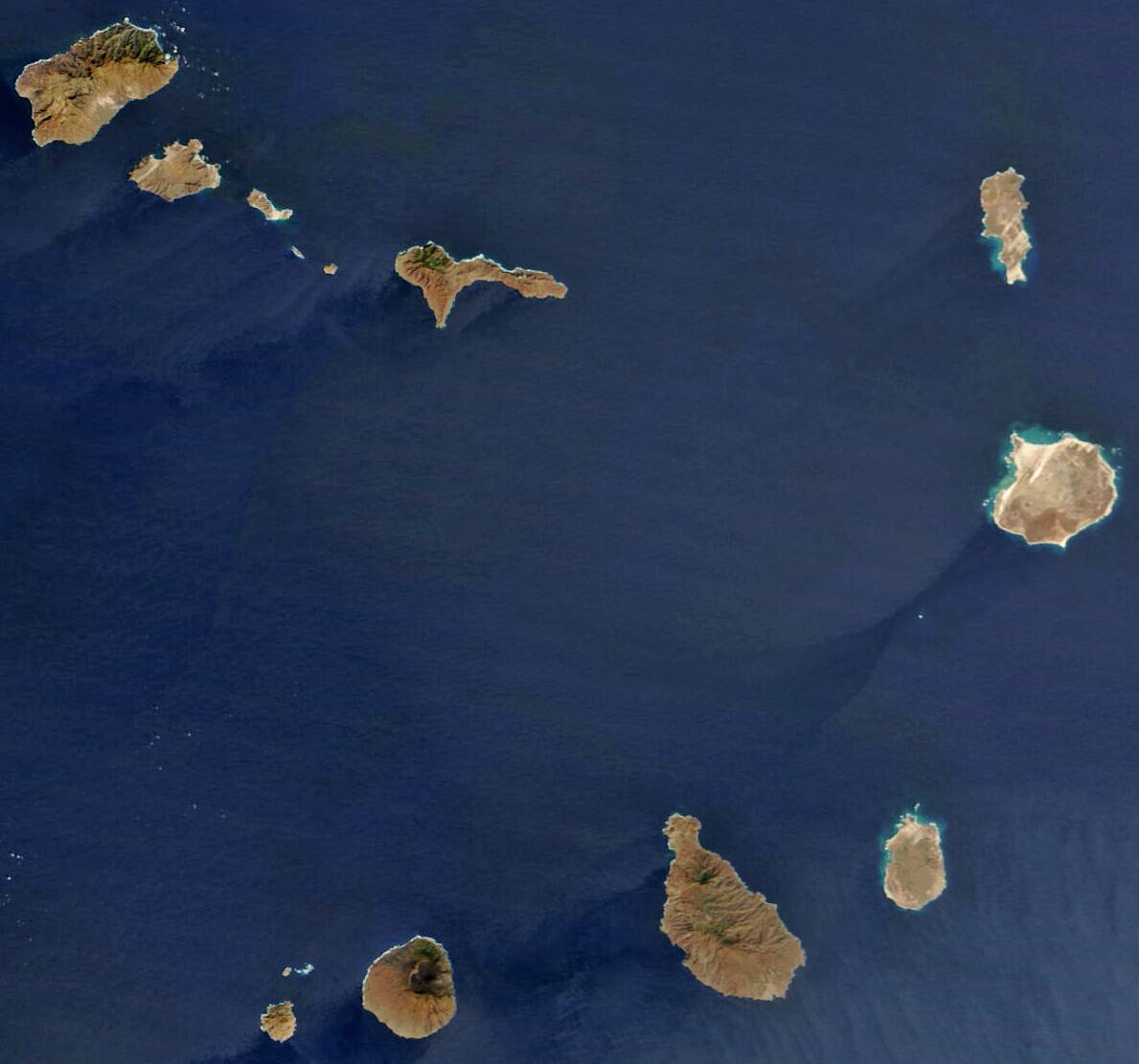
Супутниковий знімок поверхні країни
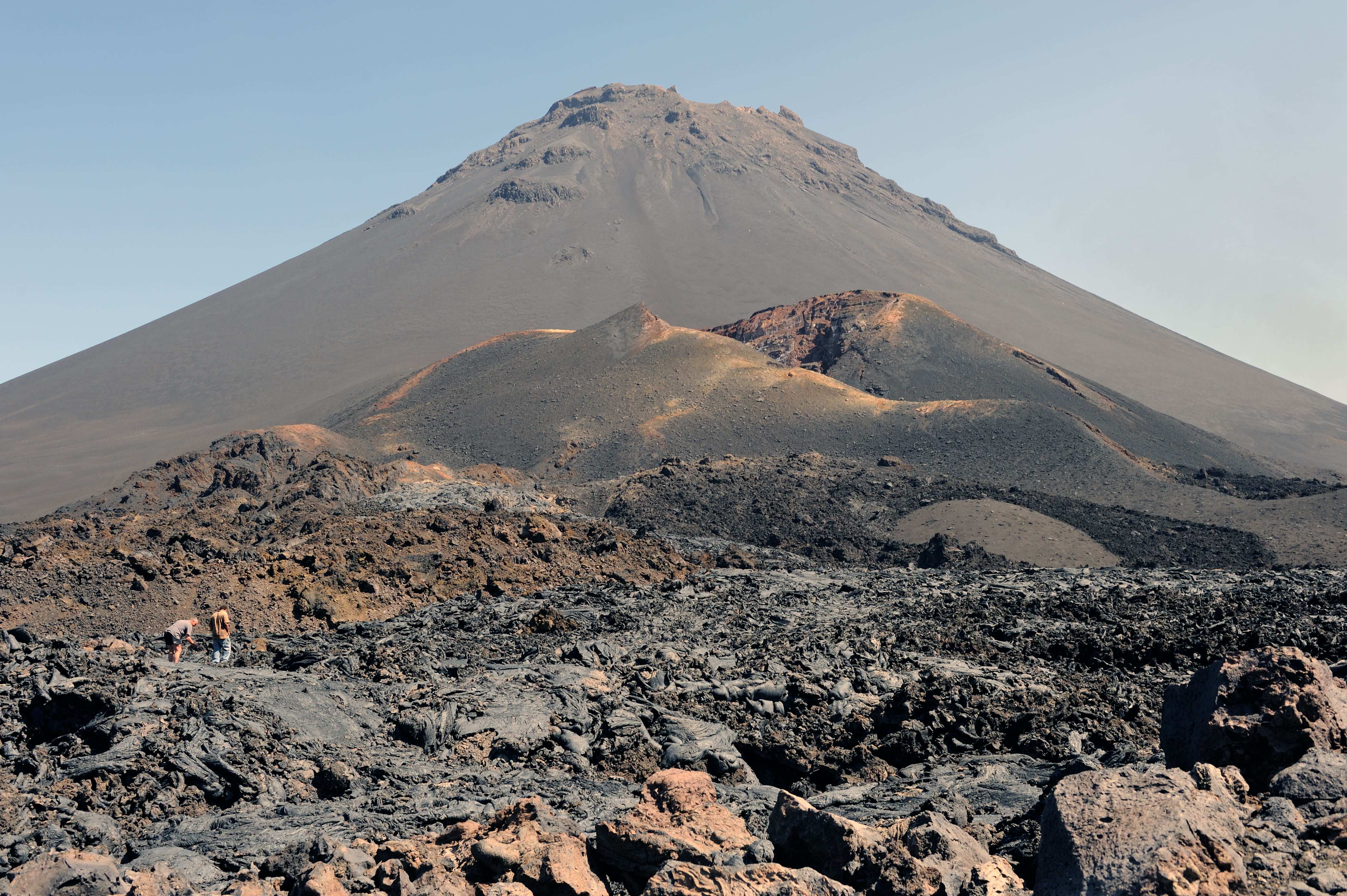
Вулкан Фогу

### Острови

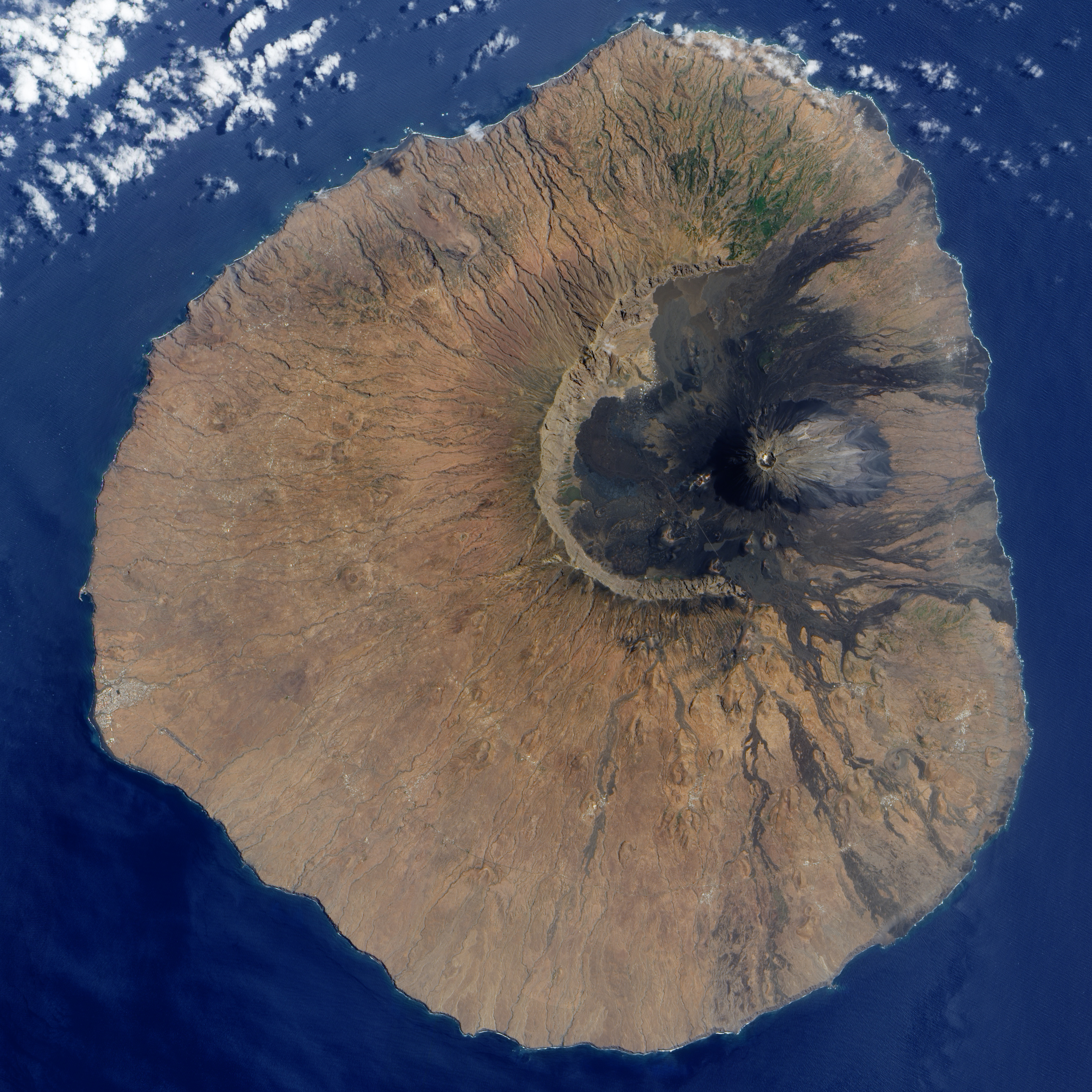
Острів Фогу
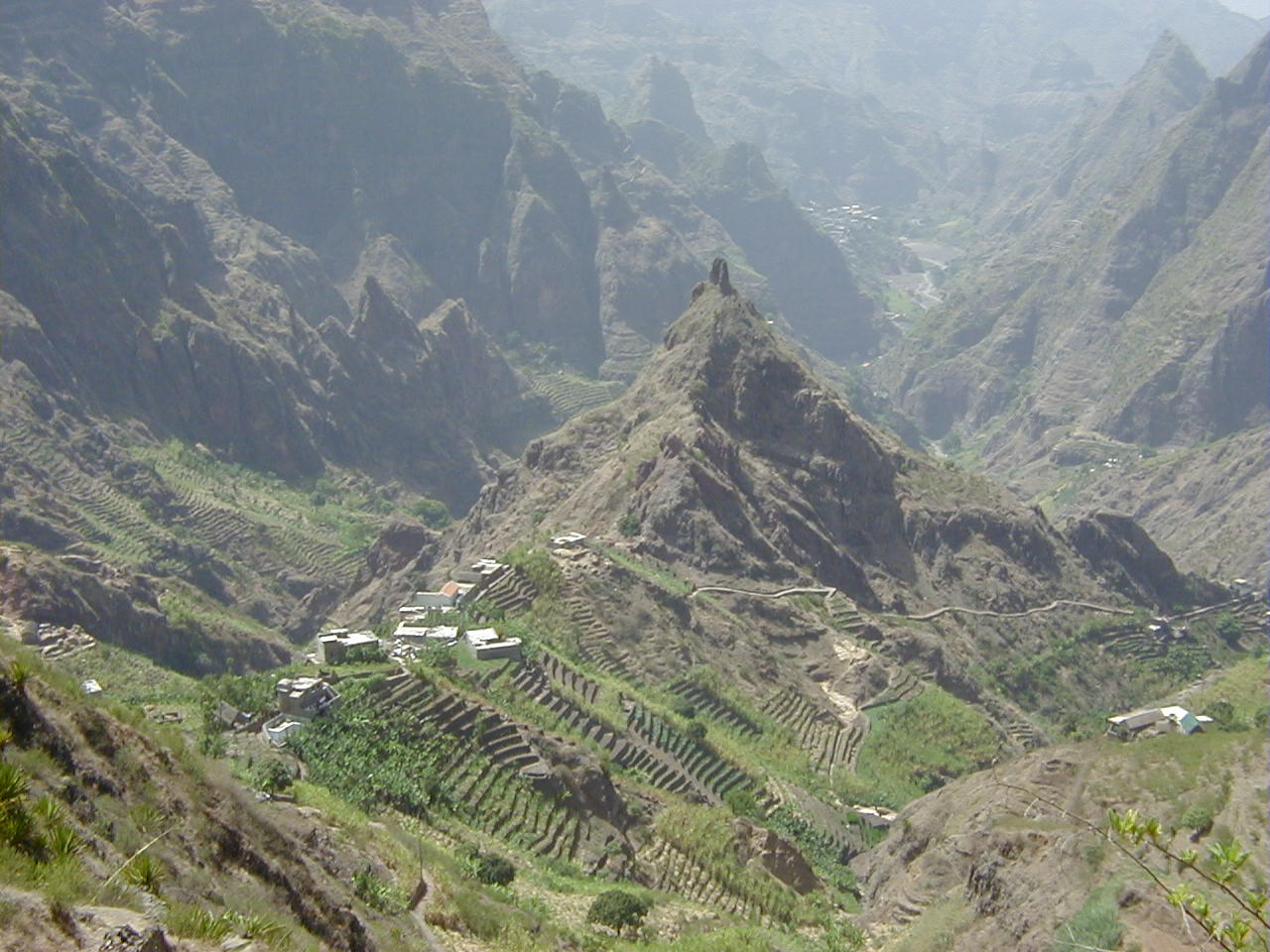
Рибейра-Торре на острові Санту-Антан

## Клімат
Географічне положення архіпелагу в тропічній зоні визначає особливості його клімату, який суттєво відрізняється від материкової Західної Африки. Територія Кабо-Верде знаходиться у тропічному кліматичному поясі. Клімат Кабо-Верде переважно тропічний пустельний або напівпустельний, із сезонним впливом пасатів, обмеженими опадами і великою кількістю сонячних днів протягом року, який суттєво пом'якшується впливом океану та пасатів. Увесь рік панують тропічні повітряні маси. Сезонний хід температури повітря чітко відстежується. Переважають східні пасатні вітри, достатнє зволоження.

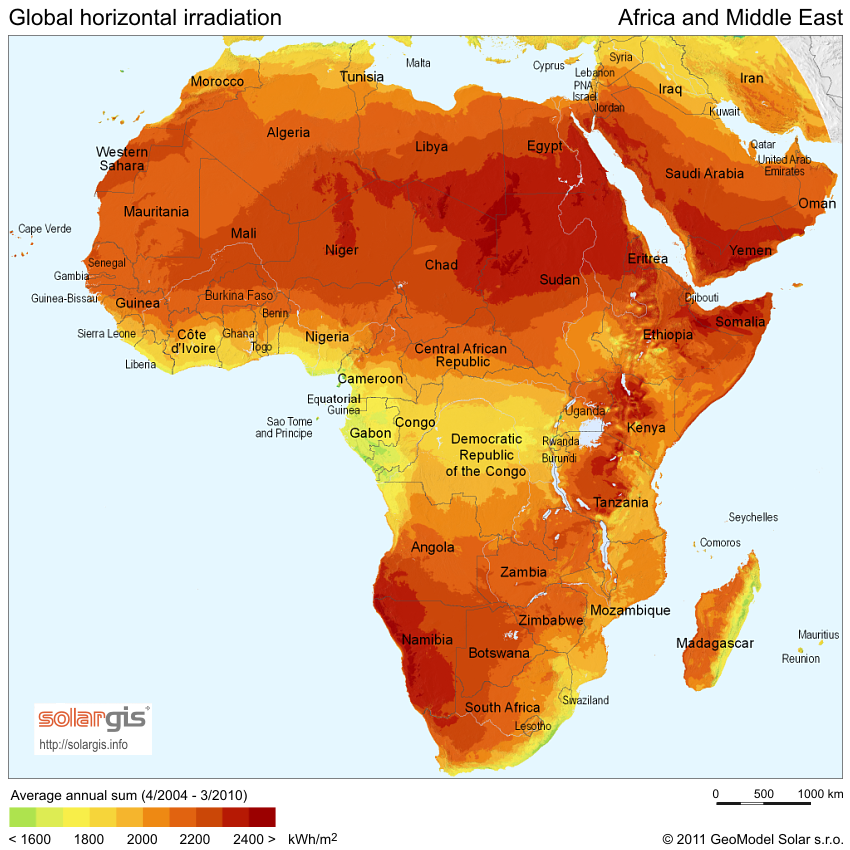
Сонячна радіація (англ.)
Кліматична карта Кабо-Верде (за Кеппеном)Кліматична карта Кабо-Верде (за Кеппеном)
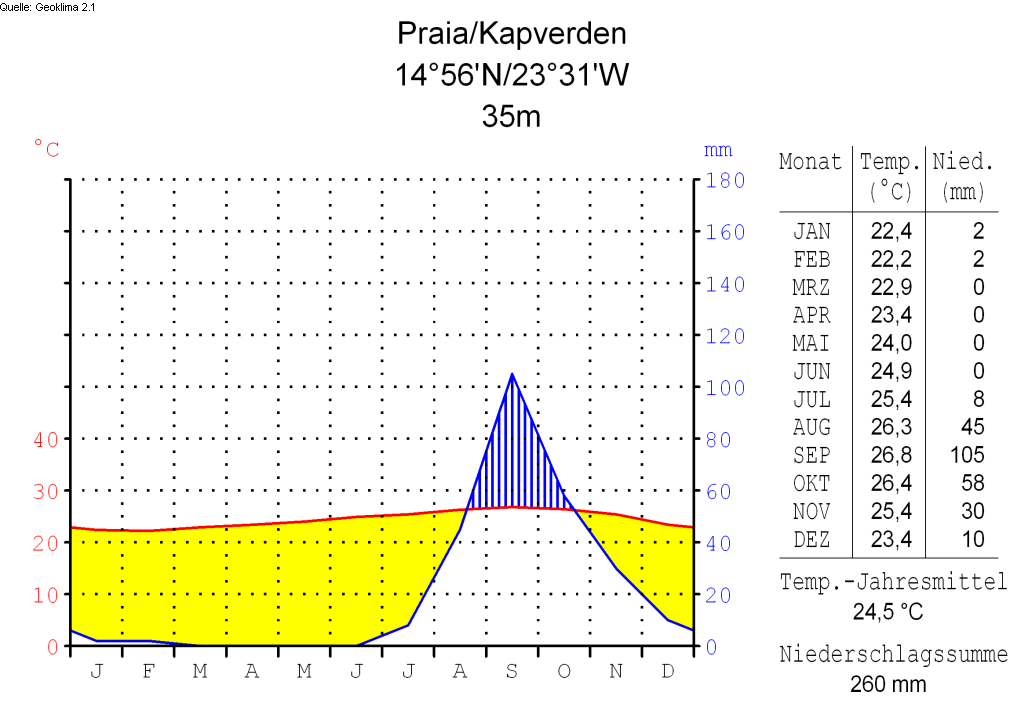
Кліматограма Праї

Основні кліматичні риси включають температурну сталість (середньорічна температура коливається від +22 °C до +30 °C), низьку річну кількість опадів (у середньому 100–300 мм на рік), високу кількість сонячних днів (понад 300 днів на рік), сезонність опадів (короткий дощовий сезон з серпня по жовтень), помірну вологість та часті пасатні вітри.
Завдяки острівному розташуванню, Кабо-Верде має відносно стабільні температури протягом усього року. Середня температура влітку (серпень—вересень) становить від +27 °C до +30 °C, а взимку (січень—березень) — від +22 °C до +25 °C. Значних добових коливань температури немає, що характерно для океанічного тропічного клімату. У високогірних районах температура може опускатися до +10 °C уночі. Проте на узбережжі навіть у зимові місяці клімат залишається м'яким.
Кабо-Верде — одна з найбільш посушливих країн Західної Африки. Середня кількість опадів сильно варіює залежно від острова і висоти місцевості. Найсухіші острови (Сал, Боа-Вішта, Майу) отримують лише 50—100 мм опадів на рік, тоді як більш гористі острови (Санту-Антан, Фогу) можуть мати 300—400 мм (до 600 мм). Дощовий сезон короткий і триває переважно з серпня по жовтень, коли підвищується температура поверхні океану і виникають хмарні конвекційні маси. Проте дощі бувають епізодичними, іноді з великими інтервалами у кілька тижнів. В інші місяці року опади практично відсутні. Іноді трапляються роки, коли дощів немає взагалі. 
Сталий північно-східний пасат, що дме з боку Сахари, грає головну роль у формуванні клімату архіпелагу. Він приносить сухе повітря, зменшує хмарність і посилює випаровування. У зимовий період, зазвичай у січні—лютому, пасати можуть приносити пилові маси із Сахари, відомі як гарматан або просто «сахарський пил». 
| Клімат Праї                                                                       | Клімат Праї | Клімат Праї | Клімат Праї | Клімат Праї | Клімат Праї | Клімат Праї | Клімат Праї | Клімат Праї | Клімат Праї | Клімат Праї | Клімат Праї | Клімат Праї | Клімат Праї |
| Показник                                                                          | Січ.        | Лют.        | Бер.        | Квіт.       | Трав.       | Черв.       | Лип.        | Серп.       | Вер.        | Жовт.       | Лист.       | Груд.       | Рік         |
| Абсолютний максимум, °C                                                           | 33,0        | 36,7        | 35,2        | 36,0        | 36,4        | 40,0        | 40,0        | 34,9        | 35,0        | 37,0        | 36,9        | 33,2        | 40,0        |
| Середній максимум, °C                                                             | 26,1        | 26,2        | 27,4        | 27,7        | 28,9        | 29,4        | 29,7        | 30,6        | 30,5        | 30,7        | 29,4        | 27,6        | 28,7        |
| Середня температура, °C                                                           | 22          | 22          | 22          | 23          | 24          | 24          | 25          | 26          | 26          | 26          | 25          | 23          | 24          |
| Середній мінімум, °C                                                              | 19,7        | 19,2        | 19,4        | 20,2        | 21,1        | 21,9        | 23,3        | 24,3        | 24,4        | 24,1        | 22,8        | 21,4        | 21,8        |
| Абсолютний мінімум, °C                                                            | 10,0        | 10,2        | 10,0        | 14,0        | 10,7        | 14,1        | 11,0        | 16,0        | 18,0        | 19,4        | 16,4        | 16,0        | 1,0         |
| Середня кількість сонячних годин на місяць                                        | 310,0       | 282,5       | 341,0       | 330,0       | 341,0       | 300,0       | 279,0       | 217,0       | 240,0       | 279,0       | 300,0       | 279,0       | 3498,5      |
| Норма опадів, мм                                                                  | 3           | 7           | 1           | 5           | 0           | 3           | 5           | 15          | 73          | 16          | 7           | 10          | 145         |
| Вологість повітря, %                                                              | 61          | 58          | 57          | 56          | 57          | 61          | 67          | 72          | 74          | 67          | 64          | 63          | 73          |
| --------------------------------------------------------------------------------- | ----------- | ----------- | ----------- | ----------- | ----------- | ----------- | ----------- | ----------- | ----------- | ----------- | ----------- | ----------- | ----------- |
| Джерело: Weatherbase.com (вологість, середня температура), Met Office для опадів. |             |             |             |             |             |             |             |             |             |             |             |             |             |

Кабо-Верде є членом Всесвітньої метеорологічної організації (WMO), в країні ведуться систематичні спостереження за погодою.

## Внутрішні води

### Річки
Невеличкі річки, струмки і потічки країни несуть свої води до Атлантичного океану.

## Тваринний світ
У зоогеографічному відношенні територія країни відноситься до Сахаро-Аравійської провінції Середземноморської підобласті Голарктичної області.

## Стихійні природні явища
На території країни спостерігаються небезпечні природні явища і стихійні лиха: довготривалі посухи; сезонні харматани, що дмуть з Сахари, переносять велику кількість пилу й піску; активний вулканізм і сейсмісна активність, останнє виверження вулкана Фогу (2829 м) відбулося 1995 року.

## Природні ресурси

### Мінеральні ресурси
Надра Кабо-Верде багаті на ряд корисних копалин: кам'яну сіль, базальт, вапняк, каолін, каолін, гіпс.

### Водні ресурси
Загальні запаси відновлюваних водних ресурсів (ґрунтові і поверхневі прісні води) становлять 0,3 км³. Станом на 2012 рік в країні налічувалось 35 км² зрошуваних земель.

### Земельні ресурси
Земельні ресурси Кабо-Верде (оцінка 2011 року):
- придатні для сільськогосподарського обробітку землі — 18,6 %,
  - орні землі — 11,7 %,
  - багаторічні насадження — 0,7 %,
  - землі, що постійно використовуються під пасовища — 6,2 %;
- землі, зайняті лісами і чагарниками — 21 %;
- інше — 60,4 %[1].

## Охорона природи
Серед екологічних проблем варто відзначити:
- ерозію ґрунтів;
- знеліснення через часті лісові пожежі;
- дефіцит природних джерел питної води;
- спустелювання;
- знищення біотопів загрожує винищенню ряду видів птахів і рептилій;
- нелегальний видобуток чорного вулканічного піску на пляжах;
- перевилов риби.

Кабо-Верде є учасником ряду міжнародних угод з охорони навколишнього середовища:
- Конвенції про біологічне різноманіття (CBD),
- Рамкової конвенції ООН про зміну клімату (UNFCCC),
- Кіотського протоколу до Рамкової конвенції,
- Конвенції ООН про боротьбу з опустелюванням (UNCCD),
- Конвенції про міжнародну торгівлю видами дикої фауни і флори, що перебувають під загрозою зникнення (CITES),
- Конвенції про заборону військового впливу на природне середовище (ENMOD),
- Базельської конвенції протидії транскордонному переміщенню небезпечних відходів,
- Конвенції з міжнародного морського права,
- Лондонської конвенції про запобігання забрудненню моря скиданням відходів,
- Монреальського протоколу з охорони озонового шару,
- Міжнародної конвенції запобігання забрудненню з суден (MARPOL),
- Рамсарської конвенції із захисту водно-болотних угідь[14].

## Фізико-географічне районування
У фізико-географічному відношенні територію Кабо-Верде можна розділити на _ райони, що відрізняються один від одного рельєфом, кліматом, рослинним покривом: .

### Українською
- Атлас світу / голов. ред. І. С. Руденко ; зав. ред. В. В. Радченко ; відп. ред. О. В. Вакуленко. — К. : ДНВП «Картографія», 2005. — 336 с. — ISBN 9666315467.
- Атлас. 7 клас. Географія материків і океанів / Укладачі О. Я. Скуратович, Н. І. Чанцева. — К. : ДНВП «Картографія», 2014.
- Африка // Гірничий енциклопедичний словник : [у 3-х тт.] / за ред. В. С. Білецького. — Д. : Східний видавничий дім, 2004. — Т. 3. — 752 с. — ISBN 966-7804-78-X.
- Барановська О. В. Фізична географія материків і океанів : навч. посіб. для студентів ВНЗ : [у 2 ч.]. — Н. : Ніжинський державний університет ім. Миколи Гоголя, 2013. — 306 с. — ISBN 978-617-527-106-3.
- Бєлозоров С. Т. Африка : фізико-географічний нарис. — вид. 2-ге, перероб. і доп. — К. : Радянська школа, 1957. — 232 с.
- Геологія материків і океанів / За ред. В. Г. Крочака. — Львів : ЛНУ ім. Івана Франка, 2012. — 392 с.
- Гілецький Й. Р. Природні ресурси світу : Навч. посібник. — Львів : Світ, 2004. — 304 с. — ISBN 966-603-307-0
- Гожик П. Ф., Лялько В. І., Бабаєв Ю. Ю. Регіональна геологія світу. — К. : Наук. думка, 2015. — 424 с.
- Заставецький Ю. С. Регіональна фізична географія світу : Навч. посібник. — Львів : Світ, 2000. — 480 с.
- Костів Л. Я. Фізична географія материків і океанів. Африка : навч.-метод. посібник. — Л. : Видавничий центр ЛНУ імені Івана Франка, 2017. — 184 с. — ISBN 978-617-10-0374-3.
- Маринич О. М., Шищенко П. Г., Пащенко В. І. Фізична географія світу : Підручник.  — К. : Вища школа, 2002. — 463 с. — ISBN 966-642-018-4
- Панасенко Б. Д. Фізична географія материків : навч. посіб. : в 2 ч. — В. : ЕкоБізнесЦентр, 1999. — 200 с.
- Палієнко В. І., Шищенко П. Г., Бойко В. М. Фізична географія світу : Навч. посібник. — К. : КНУ ім.  Т. Шевченка, 2016. — 246 с. — ISBN 978-966-439-918-1
- Фізична географія материків та океанів : Підручник у 2-х т. / Ред. П. Г. Шищенко. — К. : Київський університет, 2020. — Т. 2. Африка, Америка, Австралія, Антарктида, Океани. — 470 с. — ISBN 978-966-439-989-8
- Шищенко П. Г., Голубцов В. М. Природні зони світу : Навч. посібник. — К. : Либідь, 2006. — 256 с. — ISBN 966-06-0405-4
- Юрківський В. М. Регіональна економічна і соціальна географія. Зарубіжні країни: Підручник. — 2-ге. — К. : Либідь, 2001. — 416 с. — ISBN 966-06-0092-5.

### Англійською
- (англ.) Graham Bateman. The Encyclopedia of World Geography. — Andromeda, 2002. — 288 с. — ISBN 1871869587.

### Російською
- (рос.) Авакян А. Б., Салтанкин В. П., Шарапов В. А. Водохранилища. — М. : Мысль, 1987. — 326 с. — (Природа мира)
- (рос.) Алисов Б. П., Берлин И. А., Михель В. М. Курс климатологии [в 3-х тт.] / под. ред. Е. С. Рубинштейна. — Л. : Гидрометиздат, 1954. — Т. 3. Климаты земного шара. — 320 с.
- (рос.) Апродов В. А. Вулканы. — М. : Мысль, 1982. — 368 с. — (Природа мира)
- (рос.) Апродов В. А. Зоны землетрясений. — М. : Мысль, 2010. — 462 с. — (Природа мира) — ISBN 978-5-244-01122-7.
- (рос.) Кабо-Верде // Африка: энциклопедический справочник [в 2-х тт.] / гл. ред. А. А. Громыко. — М. : Советская энциклопедия, 1986. — Т. 1. А-К. — 671 с.
- (рос.) Бабаев А. Г., Зонн И. С., Дроздов Н. Н., Фрейкин З. Г. Пустыни. — М.  : Мысль, 1986. — 320 с. — (Природа мира)
- (рос.) Браун Л. Африка. — М. : Прогресс, 1976. — 288 с. — (Континенты, на которых мы живем)
- (рос.) Букштынов А. Д., Грошев Б. И., Крылов Г. В. Леса. — М. : Мысль, 1981. — 316 с. — (Природа мира)
- (рос.) Власова Т. В. Физическая география материков. С прилегающими частями океанов. Южная Америка, Африка, Австралия и Океания, Антарктида. — 4-е, перераб. — М. : Просвещение, 1986. — 269 с.
- (рос.) Гвоздецкий Н. А., Голубчиков Ю. Н. Горы. — М. : Мысль, 1987. — 400 с. — (Природа мира)
- (рос.) Гвоздецкий Н. А. Карст. — М. : Мысль, 1981. — 214 с. — (Природа мира)
- (рос.) Географический энциклопедический словарь: географические названия / под. ред. А. Ф. Трёшникова. — 2-е изд., доп. — М. : Советская энциклопедия, 1989. — 585 с. — ISBN 5-85270-057-6.
- (рос.) Исаченко А. Г., Шляпников А. А. Ландшафты. — М. : Мысль, 1989. — 504 с. — (Природа мира) — ISBN 5-244-00177-9.
- (рос.) Каплин П. А., Леонтьев О. К., Лукьянова С. А., Никифоров Л. Г. Берега. — М. : Мысль, 1991. — 480 с. — (Природа мира) — ISBN 5-244-00449-2.
- (рос.) Словарь современных географических названий / под общей редакцией акад. В. М. Котлякова. — Екатеринбург : У-Фактория, 2006.
- (рос.) Литвин В. М., Лымарев В. И. Острова. — М. : Мысль, 2010. — 288 с. — (Природа мира) — ISBN 978-5-244-01129-6.
- (рос.) Лобова Е. В., Хабаров А. В. Почвы. — М. : Мысль, 1983. — 304 с. — (Природа мира)
- (рос.) Максаковский В. П. Географическая картина мира. Книга I: Общая характеристика мира. — М. : Дрофа, 2008. — 495 с. — ISBN 978-5-358-05275-8.
- (рос.) Максаковский В. П. Географическая картина мира. Книга II: Региональная характеристика мира. — М. : Дрофа, 2009. — 480 с. — ISBN 978-5-358-06280-1.
- (рос.) Поспелов Е. М. Географические названия мира: Топонимический словарь. — М. : АСТ, 2005.
- (рос.) Кабо-Верде // Страны Африки. Политико-экономический справочник / ред. В. Солодовников, В. Румянцев. — М. : Издательство политической литературы, 1969. — 318 с.
- (рос.) Физико-географический атлас мира. — М. : Академия наук СССР и Главное управление геодезии и картографии ГУГК СССР, 1964. — 298 с.
- (рос.) Энциклопедия стран мира / глав. ред. Н. А. Симония. — М. : НПО «Экономика» РАН, отделение общественных наук, 2004. — 1319 с. — ISBN 5-282-02318-0.